# Stefano Catani

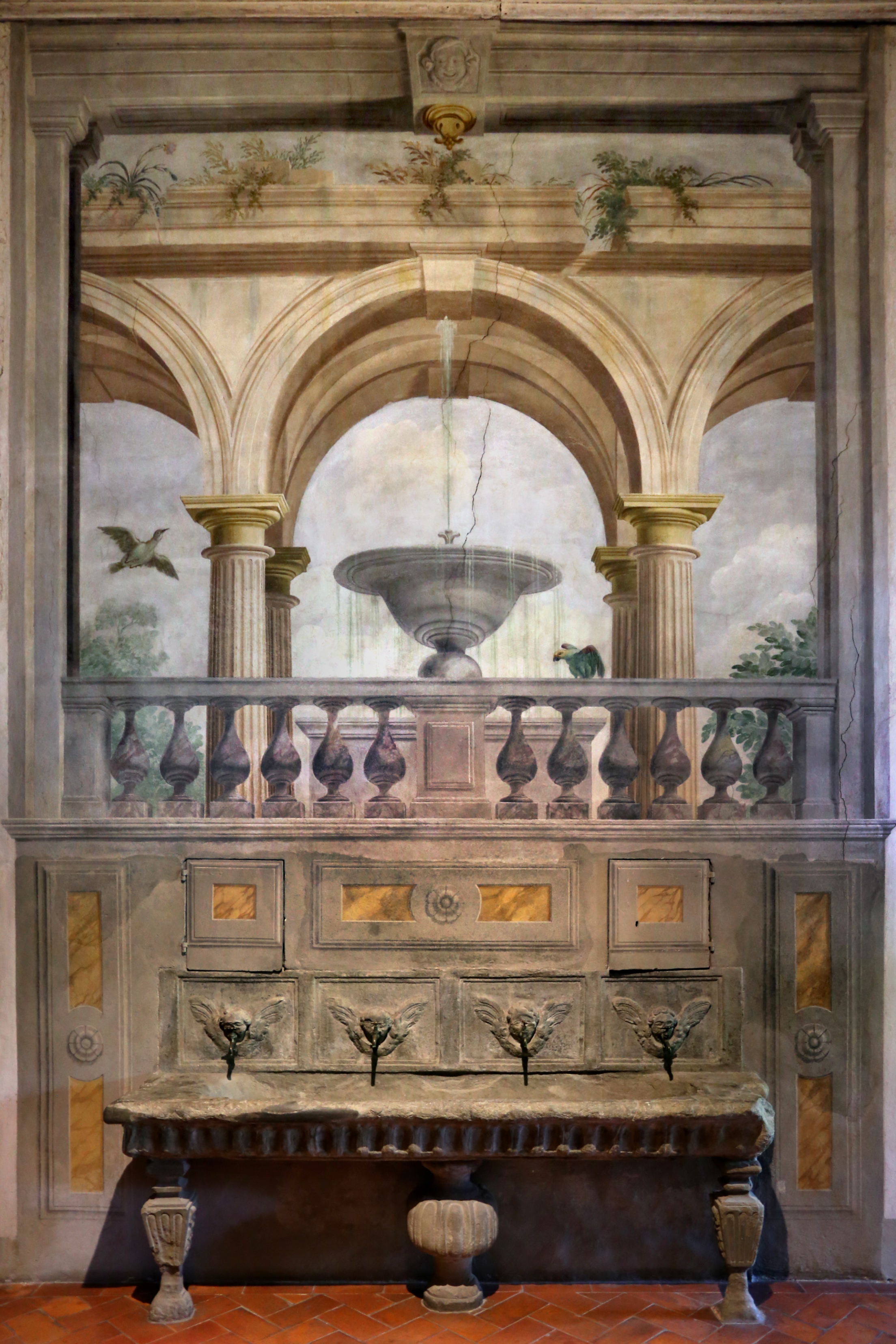
Quadrature attorno all'antico lavabo del refettorio grande di San Niccolò a Prato

Stefano Catani (Prato, 1728 – Firenze, 1795) è stato un pittore italiano.

## Biografia
Esponente di una famiglia di artisti, fu attivo soprattutto a Prato, dove lavorò come apprezzato decoratore e quadraturista, specializzato in finte architetture, vedute con rovine e altro. Sue opere si trovano nel conservatorio di San Niccolò, dove venne incaricato di decorare un'intera nuova ala di rappresentanza, o nella biblioteca Roncioniana (vestibolo e atrio dello scalone), o ancora al collegio Cicognini o in palazzi privati.
Fu il padre del pittore neoclassico Luigi Catani, con cui collaborò in alcune imprese.